# Martina Müller (tenista)

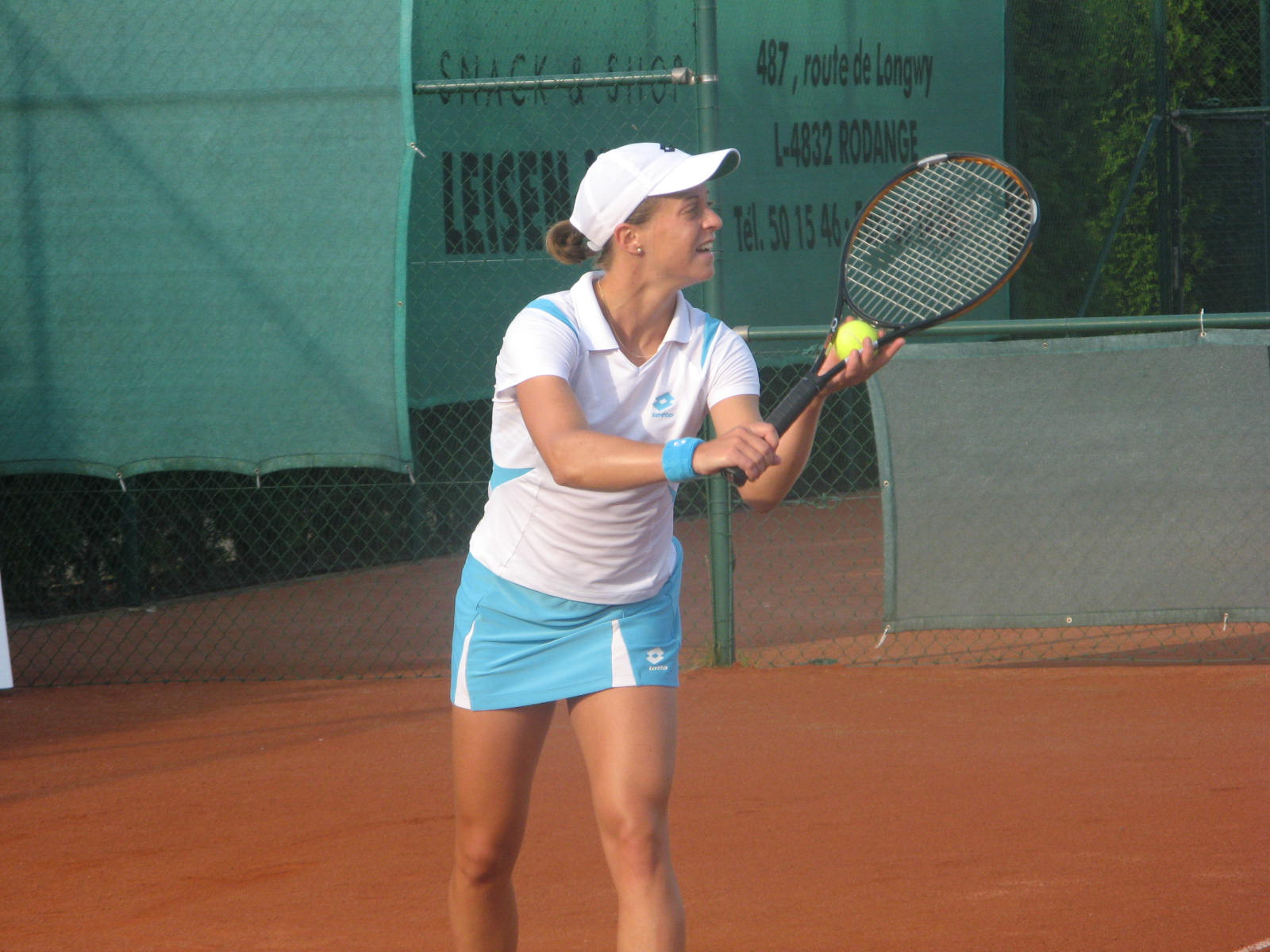
Martina Müller disputando um ITF em Luxemburgo.

Martina Müller (Hanôver, 11 de outubro de 1982) é uma ex-tenista profissional alemã.